# کوزوپیناری (گوله)
کوزوپیناری (به ترکی استانبولی: Kuzupınarı) یک منطقهٔ مسکونی در ترکیه است که در گوله (شهر) واقع شده‌است.